# Now That We're Dead
"Now That We're Dead" é uma canção da banda americana de heavy metal Metallica. Foi lançado como o quarto single de seu décimo álbum de estúdio, Hardwired... to Self-Destruct (2016). A canção foi lançada como single cinco meses após o lançamento do álbum, em 18 de abril de 2017. A canção fez sua estreia ao vivo no Gocheok Sky Dome em Seul em 11 de janeiro de 2017, e mais tarde foi tocada no The Late Show with Stephen Colbert em 15 de maio de 2017.

## Videoclipes
O primeiro videoclipe da canção foi lançado em 16 de novembro de 2016 e foi dirigido por Herring & Herring e editado por Jeremiah Bruckart. O segundo videoclipe foi lançado em 31 de maio de 2017 e foi filmado na Cidade do México por Brett Murray.

## Desempenho nas tabelas musicais
| Tabelas musicais (2016–17)                              | Melhor posição |
| ------------------------------------------------------- | -------------- |
| Bélgica (Ultratip Bubbling Under de Flandres)           | 48             |
| Estados Unidos (Billboard Hot Rock & Alternative Songs) | 28             |
| Estados Unidos (Billboard Mainstream Rock)              | 2              |
| Estados Unidos (Billboard Rock Airplay)                 | 16             |
| Suécia (Sverigetopplistan)                              | 69             |

## Equipe e colaboradores
- James Hetfield - vocais, guitarra rítmica; segundo solo de guitarra
- Kirk Hammett - guitarra
- Robert Trujillo - baixo
- Lars Ulrich - bateria